# Гренвилл, Ричард
Сэр Ричард Гренвилл (англ. Richard Grenville; 15 июня 1542 — 10 сентября 1591) — английский морской командир, корсар, мореплаватель, вице-адмирал.

## Биография
Родился в семье мелкопоместного дворянина в 1541 году. Был выходцем из старинной корнуоллской семьи. В 1562 году в уличной драке убил человека, позже был помилован. Отправился на европейский континент, в 1566—1568 годах участвовал в войне с османами на территории Венгрии.
В 1576—1577 годах был шерифом графства Корнуолл, представлял графство в парламенте. Помогал местным пиратам путём финансирования и выкупал у них добычу. Вёл активную борьбу против местного католицизма; в 1577 году в награду за это его возвели в рыцари.
Начало 1570-х годов. Гренвилл — важный член фракции парламента, состоящей из представителей юго-запада Англии; эти люди хотели распространить действия английских пиратов в водах Америки. Гренвилл был деловым партнёром Уильяма Хокинса (старший брат Джона Хокинса), другом и родственником Уолтера Рэли, имел связи Фрэнсисом Дрейком, Хамфри Гилбертом, а также с Мартином Фробишером. Гренвилл был на стороне организации морских экспедиций, естественно, он сам участвовал в них; однако он не был идеально хорошим моряком; это проявилось в его поражении в битве 1591 года.
В 1574 году Гренвилл и Хокинс, совместно с представителями графств запада Англии и купцами Лондона, организовали синдикат. Затем они приобрели корабль под названием «Касл оф камфет» и ещё некоторое количество военных кораблей; потом взяли к себе на службу Джона Оксенхэма — он только что возвратился с Дрейком из похода в Панаму. Авантюристы имели намерения исследовать побережье Аргентины, а после этого через пролив Магеллана прибыть в Тихий океан. Гренвилл мечтал осуществить захват кораблей Казначейского флота Испании и организовать базы для планировавшихся рейсов. В конце концов, королева Англии Елизавета I, запретила отправляться в экспедицию.
В 1570-е годы Гренвилл и Хокинс пользовались приобретённым кораблём «Касл оф камфет» для того, чтобы заниматься пиратством в водах Европы. По-видимому, судно не принимало участия в рейсах Хамфри Гилберта.
В 1585 году Гренвилл, который являлся двоюродным братом Рэли, готовившегося к экспедиции на остров Роанок, осуществил доставку туда колонистов в количестве 180 человек (по другим данным — более 100), а когда он плыл обратно, ему удалось перехватить судно испанского флота «Санта-Мария»; на ней оказалось много имбиря, сахар, золото, жемчуг, серебро. Колонисты обнаружили, что вода вокруг Роанока непригодна для судов. Берег был слишком мелким.
В конце августа (по другим данным — в сентябре) Гренвилл отплыл в Англию, дав обещание вернуться в следующем году к Пасхе. На острове осталось 106 человек. Колонисты под руководством губернатора Ральфа Лейна (в их числе находился Джон Уайт, который исполнял в экспедиции обязанности художника и картографа), стали заниматься исследованием местности, на которой они находились, также занимались поиском полезных ископаемых. Однако через некоторое время они начали конфликтовать с индейцами, добывать провизию стало труднее. Колонисты уже отчаялись дождаться того времени, когда из Англии возвратится Гренвилл; поэтому они использовали возможность вернуться в Англию вместе с Фрэнсисом Дрейком (в июне 1586 года он неожиданно остановился на острове после походов против колоний испанцев в Новом Свете). Гренвилл вернулся на Роанок через две недели, но было уже поздно — колонисты отбыли в Англию. В конце концов, Гренвилл оставил на острове продовольствие и своих 15 человек, чтобы они удерживали свои позиции вплоть до того времени, как прибудет английское подкрепление. Гренвилл ещё надеялся, что колонисты появятся на острове. Когда он возвращался домой, то решил попытать счастья — захватить, как в прошлом году, то или иное судно испанцев, но разочаровался — не нашёл ничего у Азорских островов.
В 1584—1585 годах проводились экспедиции Артура Барлоу и Ричарда Гренвилла на американский континент. В результате была открыта Виргиния.

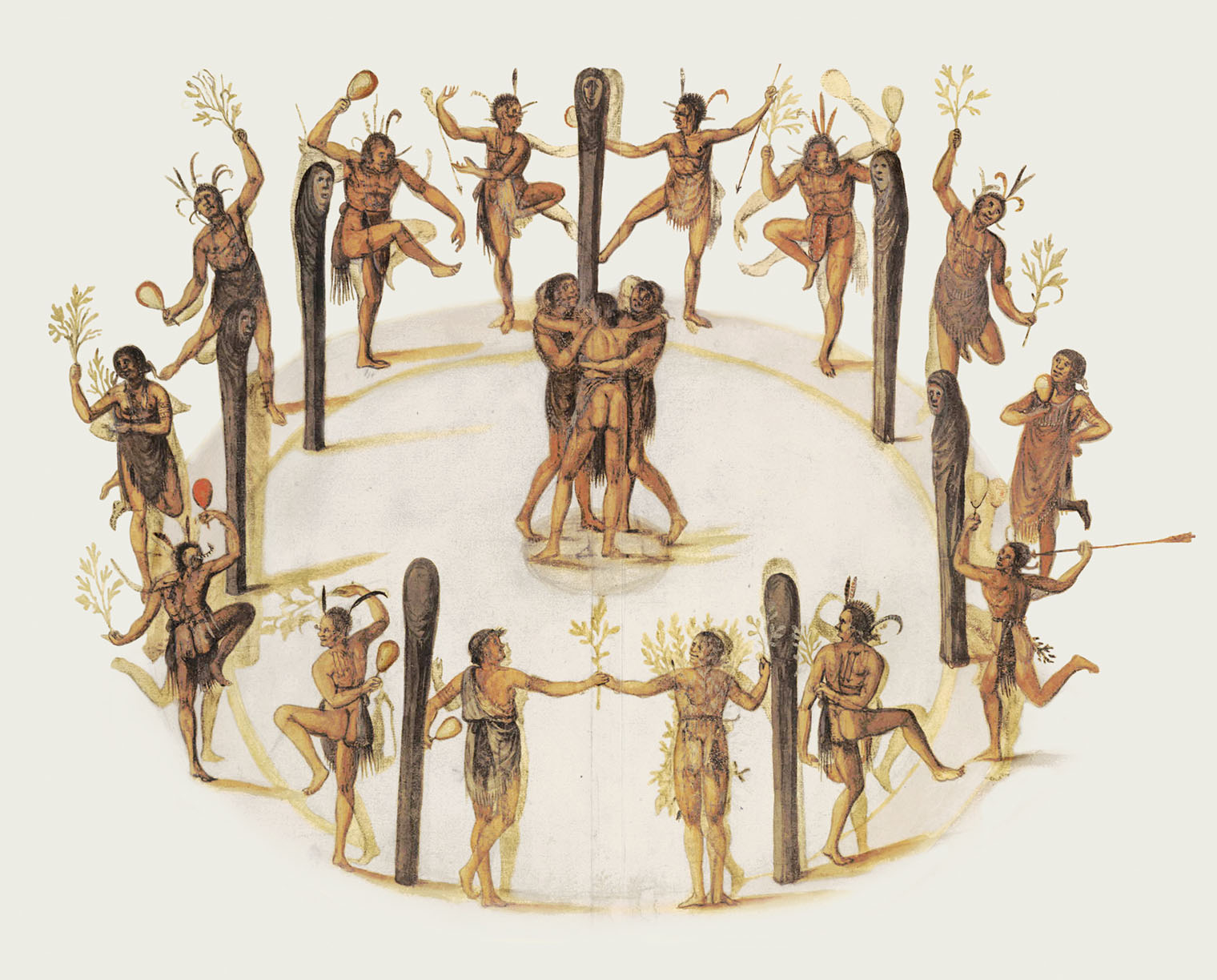
Индейцы-повхатаны с острова Роанок. Рисунок Д. Уайта

Старинное изображение острова Роанок

1585—1586 годы — Гренвилл оказывает денежную помощь и руководит экспедициями к колонии Рэйли в Роаноке (залив Албемарл); её организовали как опорный пункт для рейсов в Вест-Индию. В Роаноке было поселение, но оно исчезло и прекратило существовать вообще. Однако Гренвилл не выбирал суда — он получал финансы за счёт ограбления любого судна купцов, которые встречались в то время, когда проходили экспедиции.
Когда была экспедиция 1585 года, под командованием Гренвилла было 7 кораблей и приблизительно 600 матросов. Симон Фернандес, которого он нанял на свой флагманский корабль, выполнял обязанности лоцмана. Капитаны — Томас Кэвендиш и Джордж Рэймонд. Планировалось, что через некоторый промежуток времени вслед за экспедицией пойдут Бернард Дрейк и Амиас Престон, имеющий в своём распоряжении подкрепление. Между Англией и Испанией был заключён мир, но Гренвиллу было всё равно: по пути в Виргинию он совершал ограбления кораблей испанцев, встречающихся ему на пути, а когда он возвращался обратно из рейса, то захватил отставший корабль Казначейского флота испанцев. У Гренвилла были партнёры, но им он рассказывал о преуменьшенной цене захваченной добычи, однако, даже согласно его словам, добыча стоила около 50 000 фунтов стерлингов; эта сумма была в несколько раз дороже организации экспедиции.
В 1586 году Гренвилл заново приплывает в Виргинию, однако поселенцы им недовольны — они уже оставили колонию (Дрейк, после вест-индского рейса 1585, захватил их с собой). В этом путешествии Гренвиллу не удалось встретить ни одного судна Казначейского флота Испании, как он усердно их не искал. Однако его эскадре получилось каким-то образом захватить призы испанцев, французов и голландцев и присвоить имущество английского купеческого судна. Добыча принесла Гренвиллу большую сумму денег, и это невзирая на то, что Адмиралтейский суд приказал мореплавателю вернуть некоторую часть награбленного. Многих испанских пленников Гренвилл сделал рабами — заставил их делать перестройку своего дома в поместье в Стоуве.
Предположительно, в 1587 году Гренвилл засылал суда в Карибское море, но сам не принял участия в походах — вместо этого он занимался военными обязанностями на юго-западе Англии, а также делами колонии, которую он создал в Манстере.
В апреле 1591 года лорд Томас Говард с шестью лучшими кораблями английского флота отправляется в поход на Азорские острова. Гренвилл уже был вице-адмиралом (он сменил Рэли на этом посту) и командовал 500-тонным судном под названием Revenge — флагманским кораблём Дрейка. До Гренвилла, в 1590 году, этим судном командовал капитан Фробишер
У Говарда была цель захватить флотилию Вест-Индии, которая занималась перевозкой ценности. Испанский король Филипп II начиная с 1590 года весь свой флот содержал на американском континенте, естественно, правителю очень был нужен были золотой груз. В августе того же года король посылает флотилию численностью более 20 военных судов. Король не просто так отослал корабли — он приставил их для охраны тех судов, которые возвращались с золотом. Граф Камберленд тоже охотился за Казначейским флотом возле Азор, затем он сделал попытку оповестить Томаса Говарда о прибытии кораблей Испании, но Камберленд не успел этого сделать — в ноябре 1591 года флот Испании под командованием дона Алонсо де Базана осуществил перехват эскадры Говарда — он оказался в ловушке между двумя островами — Флориш и Корву; затем еле-еле обратился в бегство с пятью судами. Гренвилл, как командующий вице-адмирал, по традиции стал последним покидать опасный район, чтобы прикрыть отступление Говарда и доставить раненых на корабль, но его окружил противник. Гренвилл отказался признать своё собственное поражение, вместо этого он делал попытку прорваться через флотилию испанских кораблей. «Ревендж» сложил оружие только после 12-часового сражения (по другим данным — 15 часов); половина команды была убита, живыми остались только около 20 человек. «San Felipe», галеон, размером втрое больше «Revenge», сделал попытку подойти к кораблю Гренвилла, но был отражён пушечным огнём. Сражение шло всю ночь и на следующий день. Но и у испанцев были потери: Гренвилл нанёс повреждения 15-ти кораблям испанского флота, два из них утонули, а третий выбросился на берег. Гренвилл был серьёзно ранен, был готов даже взорвать свой корабль, упорно отказывался опустить флаг, но команда не желала этого допускать и сдала судно почётной капитуляцией. Гренвилла перенесли на испанский флагманский корабль под названием San Pablo. Через несколько дней мореплаватель умер от ран, так и не узнав, что произошло.
А произошло вот что: здесь собрались «Золотой» и «Серебряный» флоты испанцев, которые приплыли сюда из Вест-Индии, а также корабли де Базана. Всего же кораблей было более 120. Внезапно началась огромная буря, которая смела более половины флота. Среди них был и «Рэвендж», захваченный испанцами. Потери испанцев — примерно 200 человек, составлявших призовую команду судна. Рыбаки Азорских островов полагали, что это так называемая «месть» Гренвилла и что дьявол Англии поднял со дна моря демонов, страшных по своему обличью, и благодаря их помощи уничтожил тех людей, которые, в свою очередь, уничтожили его. Таково мнение рыбаков. У них была уверенность, что Гренвилл — это сам дьявол, но в человеческом обличье. То, что происходило в море, они видели собственными глазами.

## Интересные факты

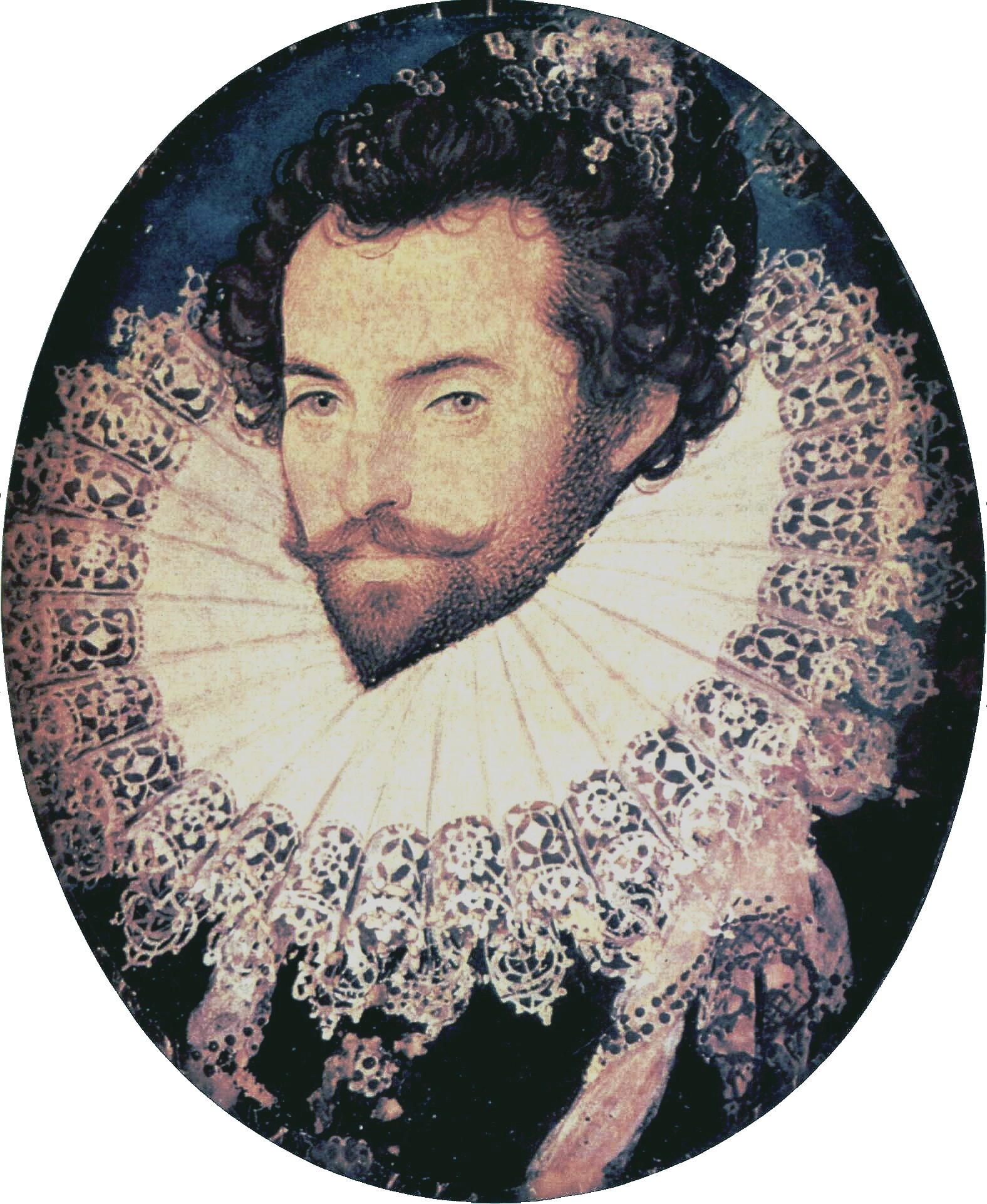
Сэр Уолтер Рэли. Миниатюра (акварель) Николаса Хиллиарда, около 1585 г. Национальная портретная галерея, Лондон

- «Правдивый отчёт» Рэйли описывает Гренвилла как национального героя; после его воспел Теннисон. На самом же деле вся морская карьера Гренвилла была упрямо-импульсивной. В 1585 году ему нужен был небольшой корабль, чтобы захватить на абордаж корабль испанцев, везущий драгоценности. Из ящиков корабля построили плот, однако он был очень хрупким и полностью развалился, когда Гренвилл вместе с командой перешли на судно испанцев[4].
- У Гренвилла был необузданный характер, и из-за этого его ненавидели все люди, которыми ему доводилось командовать. Он гордился легендами о своей ярости и сам помогал в их создании. Есть легенда, что для устрашения пленённых испанцев, которые обедали за его столом, он разжевал, а затем и проглотил стеклянную рюмку, невзирая на струю крови, текшую у него изо рта[4]. Есть и другой вариант этой легенды: Гренвилл в обеденное время сжал в руке стакан и стал его надкусывать, он грыз его до тех пор, пока на скатерти не появилась кровь[5].
- Когда на острове Роанок в одной лодке обнаружилась пропажа кубка, выполненного из серебра, в ответ на это Гренвилл полностью разграбил[15] и сжёг деревню индейцев и уничтожил все их посевы кукурузы[6].
- Фрэнсис Дрейк приобрёл у Гренвилла его поместье Баклэнд-Эбби, около места его рождения, и стал порядочным сельским эсквайром[9].
- К флотилии Гренвилла относился капитан Джордж Реймонд, но потом он отделился от него и объединился с Эмиасом Престоном[16].